# Chivas Regal
Chivas Regal est une marque de Scotch whisky produit par l’entreprise Chivas Brothers, filiale du groupe Pernod Ricard. Elle a été fondée en 1801 à Aberdeen en Écosse et est basée à la distillerie Strathisla près de Keith dans le Speyside.
Chivas Regal est le whisky de plus 12 ans d'âge le plus vendu en Europe et sur la zone Asie-Pacifique. 
Le Chivas Regal est un des plus vieux branduits (un produit-marque) (1908) qui existe.

## Histoire

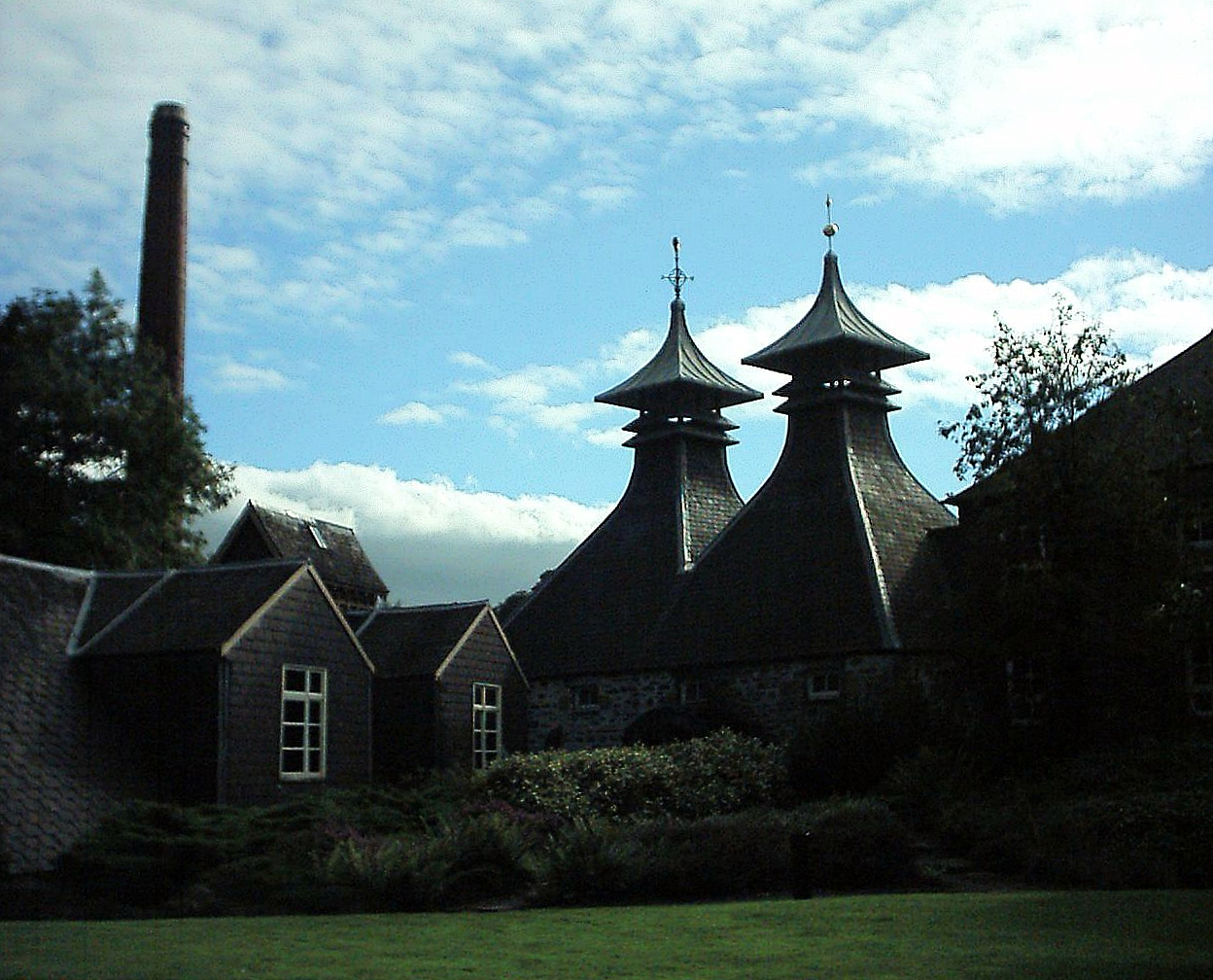
La distillerie Strathisla, siège de Chivas Regal.

En 1801, deux frères, James et John Chivas, ouvrent une épicerie fine au 13 King Street, à Aberdeen. Ils y vendent essentiellement des produits de luxe — café, épices exotiques, cognacs ou encore rhum Caraïbe — à une clientèle fortunée. En 1842, Chivas Brothers est choisi comme fournisseur de la famille royale lors du premier séjour de la reine Victoria au château de Balmoral. L'année suivante, il reçoit par mandat le titre officiel de « fournisseur royal ».
Au cours des années 1850, confronté à une importante demande de ses clients pour un whisky plus moelleux, James Chivas décide de créer sa marque de whisky et commence donc à réaliser ses propres mélanges. Le premier blend nommé Royal Glen Dee est lancé, suivi d'un second dans les années 1860 Royal Strathythan.
En 1909, Chivas Brothers se lance sur le marché américain, alors fortement demandeur de produits de luxe, avec un blend plus âgé (25 ans d'âge) qu'ils nomment Chivas Regal. Celui-ci rencontre un succès important mais est interdit dans les années 1920 avec la mise en place de la Prohibition. Après la seconde guerre mondiale, la prohibition ayant été abrogée, Chivas Regal est relancé aux États-Unis dans sa version 12 ans d'âge. Il devient alors une marque à la mode associée notamment à Frank Sinatra et aux autres membres du Rat Pack.
L'entreprise est rachetée par Seagram en 1949, et bénéficie alors d'un réseau de distribution ainsi que d'un marketing plus importants. L'année suivante, Chivas Brothers acquiert la distillerie Strathisla qui produit un single malt utilisé dans le blend Chivas Regal.
La gamme Chivas Regal est élargie en 1997 avec le lancement du Chivas Regal 18 ans, puis en 2007 avec le retour du 25 ans.
En 2000, Chivas Regal est racheté par Pernod Ricard à la suite de l'éclatement du groupe Seagram,.

## Gamme
La gamme Chivas Regal comporte plusieurs whisky qui ont en commun un style moelleux assez caractéristique :
- Chivas Regal 12 ans : rond et crémeux au palais, au goût de miel et de pommes mûres, avec des notes de vanille, noisette et caramel dur[9].
- Chivas Regal 18 ans : notes de chocolat et d'oranges, quelques agrumes et épices au nez et un goût plein, fruité, citronné et épicé, avec une note de sherry sur le final[10].
- Chivas Regal XV (15 ans): Blend de 15 ans d'âge, vieilli sélectivement en fûts de Cognac Grande Champagne, soigneusement sélectionnés à la main.
- Chivas Regal 21 ans : notes de fruits rouges (groseilles mûres) et de pêches fraiches au nez, saveurs florales en bouche avec une texture crémeuse au palais, avec une note longue et fumée sur le final. Ce whisky est disponible en bouteilles "rubis", "saphir" ou "émeraude".
- Chivas Regal 25 ans : notes d'abricot et de pêche. Ce whisky n'est disponible qu'en quantités limitées pour un prix de lancement de 299 $ aux États-Unis[11].

## Chivas Regal dans la chanson
Plusieurs artistes font référence à la marque dans certains de leurs morceaux, dont :
« I'm drinking Chivas Regal in a 4$ room »
— Tom Waits, Downtown (Heartattack and Vine, 1980)
« Have another Chivas Regal / You're 12 years old and sex is legal »
— Stevie Wonder, Used to Be (Used to Be, 1982)

« Toujours frais, je reste à la surface / Comme les glaçons dans mon Chivas »

— Booba, Bellucci (DUC, 2015)

« Plus Chivas que Honey, que la miff' la cosa / Plus Manny que Tony, plus Tony que Sosa »

— PNL (groupe), J'vends (Le Monde Chico, 2015)

« Cohibas, Chivas, j’ai réussi ma life… »

— Oxmo Puccino, Ma life (La Nuit du réveil, 2019)
On peut noter que l'alcoolier manifeste un intérêt pour la scène de musique urbaine afin de promouvoir sa marque auprès des jeunes.